# 1. etape af Giro d'Italia 2018
1. etape af Giro d'Italia 2018 var en 9,7 km lang enkeltstart i Jerusalem, Israel den 4. maj 2018. 
Tom Dumoulin vandt etapen.

## Etaperesultater
| \| Etaperesultat \| Etaperesultat \| Etaperesultat \| Etaperesultat \| Etaperesultat \| \| Rytter \| Rytter \| Hold \| Tid \| \| \| ------------- \| --------------------- \| ----------------- \| ------------- \| ------------- \| \| 1. \| Tom Dumoulin \| Team Sunweb \| 12' 02" \| \| \| 2. \| Rohan Dennis \| BMC Racing Team \| + 2" \| \| \| 3. \| Victor Campenaerts \| Lotto-Soudal \| + 2" \| \| \| 4. \| José Gonçalves \| Katusha-Alpecin \| + 12" \| \| \| 5. \| Alex Dowsett \| Katusha-Alpecin \| + 16" \| \| \| 6. \| Pello Bilbao \| Astana \| + 18" \| \| \| 7. \| Simon Yates \| Mitchelton-Scott \| + 20" \| \| \| 8. \| Maximilian Schachmann \| Quick-Step Floors \| + 21" \| \| \| 9. \| Tony Martin \| Katusha-Alpecin \| + 27" \| \| \| 10. \| Domenico Pozzovivo \| Bahrain-Merida \| + 27" \| \| |                       |                   |         |
| |                       |                   |         |
| Kilde: ProCyclingStats |                       |                   |         |
| Etaperesultat |                       |                   |         |
| Rytter | Rytter                | Hold              | Tid     |
| 1. | Tom Dumoulin          | Team Sunweb       | 12' 02" |
| 2. | Rohan Dennis          | BMC Racing Team   | + 2"    |
| 3. | Victor Campenaerts    | Lotto-Soudal      | + 2"    |
| 4. | José Gonçalves        | Katusha-Alpecin   | + 12"   |
| 5. | Alex Dowsett          | Katusha-Alpecin   | + 16"   |
| 6. | Pello Bilbao          | Astana            | + 18"   |
| 7. | Simon Yates           | Mitchelton-Scott  | + 20"   |
| 8. | Maximilian Schachmann | Quick-Step Floors | + 21"   |
| 9. | Tony Martin           | Katusha-Alpecin   | + 27"   |
| 10. | Domenico Pozzovivo    | Bahrain-Merida    | + 27"   |

## Samlet
| \| Samlede stilling \| Samlede stilling \| Samlede stilling \| Samlede stilling \| Samlede stilling \| \| Rytter \| Rytter \| Hold \| Tid \| \| \| ---------------- \| --------------------- \| ----------------- \| ---------------- \| ---------------- \| \| 1. \| Tom Dumoulin \| Team Sunweb \| 12' 02" \| \| \| 2. \| Rohan Dennis \| BMC Racing Team \| + 2" \| \| \| 3. \| Victor Campenaerts \| Lotto-Soudal \| + 2" \| \| \| 4. \| José Gonçalves \| Katusha-Alpecin \| + 12" \| \| \| 5. \| Alex Dowsett \| Katusha-Alpecin \| + 16" \| \| \| 6. \| Pello Bilbao \| Astana \| + 18" \| \| \| 7. \| Simon Yates \| Mitchelton-Scott \| + 20" \| \| \| 8. \| Maximilian Schachmann \| Quick-Step Floors \| + 21" \| \| \| 9. \| Tony Martin \| Katusha-Alpecin \| + 27" \| \| \| 10. \| Domenico Pozzovivo \| Bahrain-Merida \| + 27" \| \| |                       |                   |         |
| |                       |                   |         |
| Kilde: ProCyclingStats |                       |                   |         |
| Samlede stilling |                       |                   |         |
| Rytter | Rytter                | Hold              | Tid     |
| 1. | Tom Dumoulin          | Team Sunweb       | 12' 02" |
| 2. | Rohan Dennis          | BMC Racing Team   | + 2"    |
| 3. | Victor Campenaerts    | Lotto-Soudal      | + 2"    |
| 4. | José Gonçalves        | Katusha-Alpecin   | + 12"   |
| 5. | Alex Dowsett          | Katusha-Alpecin   | + 16"   |
| 6. | Pello Bilbao          | Astana            | + 18"   |
| 7. | Simon Yates           | Mitchelton-Scott  | + 20"   |
| 8. | Maximilian Schachmann | Quick-Step Floors | + 21"   |
| 9. | Tony Martin           | Katusha-Alpecin   | + 27"   |
| 10. | Domenico Pozzovivo    | Bahrain-Merida    | + 27"   |

| Ungdomskonkurrence | Ungdomskonkurrence    | Ungdomskonkurrence          | Ungdomskonkurrence | Ungdomskonkurrence |
| Rytter             | Rytter                | Hold                        | Tid                |                    |
| ------------------ | --------------------- | --------------------------- | ------------------ | ------------------ |
| 1.                 | Maximilian Schachmann | Quick-Step Floors           | 12' 23"            |                    |
| 2.                 | Valerio Conti         | UAE Team Emirates           | + 8"               |                    |
| 3.                 | Mads Würtz Schmidt    | Katusha-Alpecin             | + 9"               |                    |
| 4.                 | Felix Großschartner   | Bora-Hansgrohe              | + 10"              |                    |
| 5.                 | Rémi Cavagna          | Quick-Step Floors           | + 14"              |                    |
| 6.                 | Sam Oomen             | Team Sunweb                 | + 21"              |                    |
| 7.                 | Louis Vervaeke        | Team Sunweb                 | + 27"              |                    |
| 8.                 | Ben O'Connor          | Dimension Data              | + 28"              |                    |
| 9.                 | Chris Hamilton        | Team Sunweb                 | + 29"              |                    |
| 10.                | Fausto Masnada        | Androni Giocattoli-Sidermec | + 30"              |                    |

| Pointkonkurrence | Pointkonkurrence      | Pointkonkurrence  | Pointkonkurrence | Pointkonkurrence |
| Rytter           | Rytter                | Hold              | Point            |                  |
| ---------------- | --------------------- | ----------------- | ---------------- | ---------------- |
| 1.               | Tom Dumoulin          | Team Sunweb       | 15 point         |                  |
| 2.               | Rohan Dennis          | BMC Racing Team   | 12 point         |                  |
| 3.               | Victor Campenaerts    | Lotto-Soudal      | 9 point          |                  |
| 4.               | José Gonçalves        | Katusha-Alpecin   | 7 point          |                  |
| 5.               | Alex Dowsett          | Katusha-Alpecin   | 6 point          |                  |
| 6.               | Pello Bilbao          | Astana            | 5 point          |                  |
| 7.               | Simon Yates           | Mitchelton-Scott  | 4 point          |                  |
| 8.               | Maximilian Schachmann | Quick-Step Floors | 3 point          |                  |
| 9.               | Tony Martin           | Katusha-Alpecin   | 2 point          |                  |
| 10.              | Domenico Pozzovivo    | Bahrain-Merida    | 1 point          |                  |

| Holdkonkurrence | Holdkonkurrence   | Holdkonkurrence | Holdkonkurrence |
| Hold            | Hold              | Tid             |                 |
| --------------- | ----------------- | --------------- | --------------- |
| 1.              | Katusha-Alpecin   | 37' 01"         |                 |
| 2.              | Team Sunweb       | + 33"           |                 |
| 3.              | Lotto Soudal      | + 39"           |                 |
| 4.              | BMC Racing Team   | + 41"           |                 |
| 5.              | Bora-Hansgrohe    | + 50"           |                 |
| 6.              | Astana            | + 50"           |                 |
| 7.              | Movistar Team     | + 51"           |                 |
| 8.              | Quick-Step Floors | + 52"           |                 |
| 9.              | UAE Team Emirates | + 56"           |                 |
| 10.             | Mitchelton-Scott  | + 1' 06"        |                 |